# Hauptstrasse 21
De Hauptstrasse 21 in Zwitserland loopt vanaf de grens met Frankrijk bij Saint-Gingolph via Martigny naar de Grote Sint-Bernhardpas en de Grote Sint-Bernhardtunnel, waarna de weg door de tunnel aansluiting geeft op de Italiaanse T2. De weg is in totaal ongeveer 87 kilometer lang. Het traject tussen Martigny en Italië is onderdeel van de Alpenstrasse 21.
Het traject tussen de A21 en de Grote Sint-Bernhardtunnel is extra breed uitgevoerd, omdat het traject veel gebruikt wordt als hoofdroute naar Italië. De weg is bij de Grote Sint-Bernhardtunnel tolplichtig.

## Tol
Bij de Grote Sint-Bernhardtunnel is de weg tolplichtig. Er geldt geen verschillend tarief meer voor verkeer Zwitserland-Italië en Italië-Zwitserland.